# Portadora

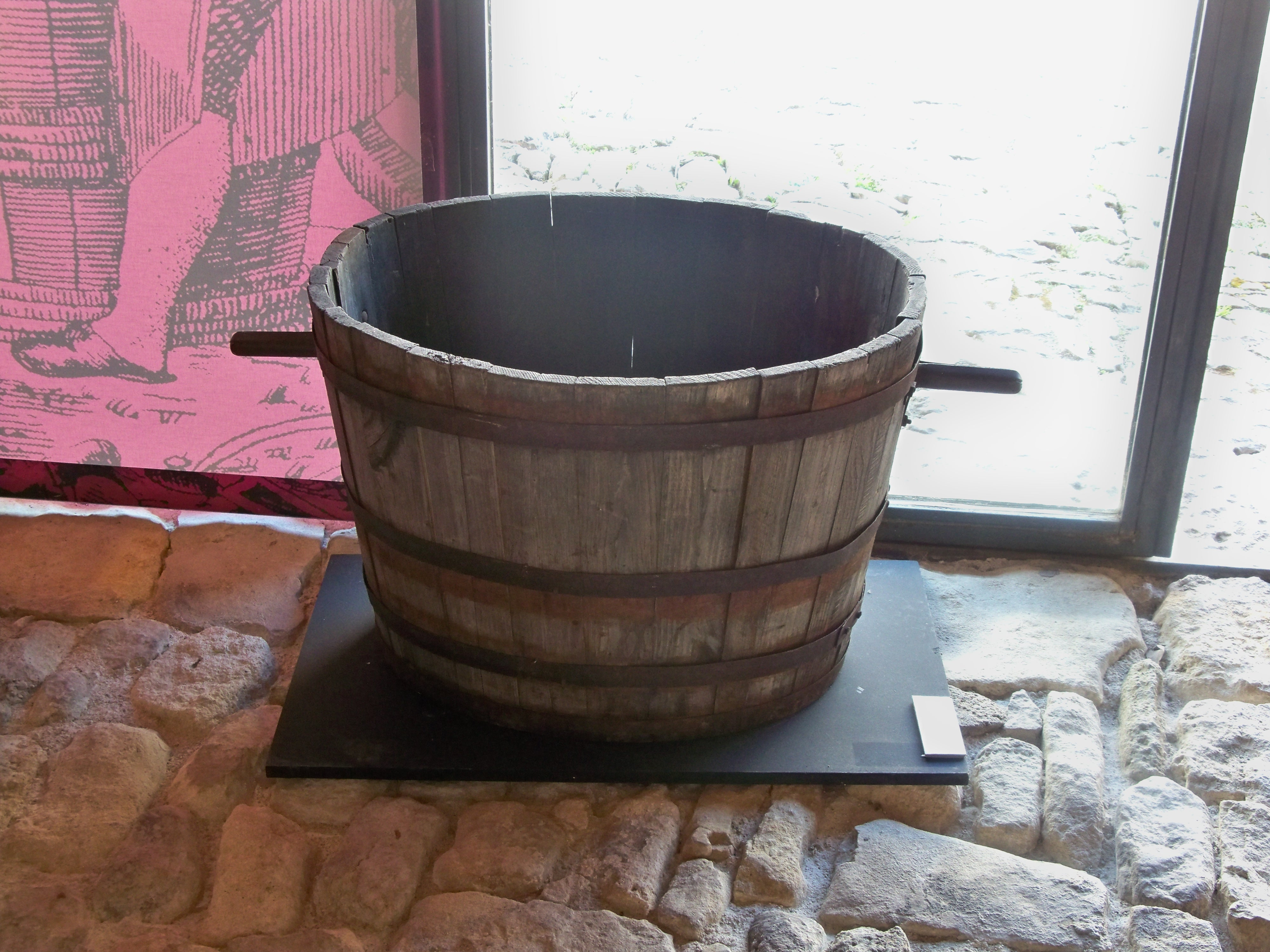
Portadora francesa amb agafadors horitzontals. Les portadores catalanes tenen agafadors inclinats cap avall.

Una portadora o semal (Girona) és un recipient de fusta amb dos agafadors, tradicionalment usat per a transportar els raïms collits en la verema des de la vinya fins al local on seran transformats en vi. La forma típica de les portadores és lleugerament cònica i de secció el·lipsoidal. En una portadora, la base és més petita que la boca i les dogues que la formen es van eixamplant des de baix cap a dalt. A més de les dogues de fusta hi ha un parell (o més) de cèrcols de ferro que lliguen i reforcen el conjunt.

## Mesures

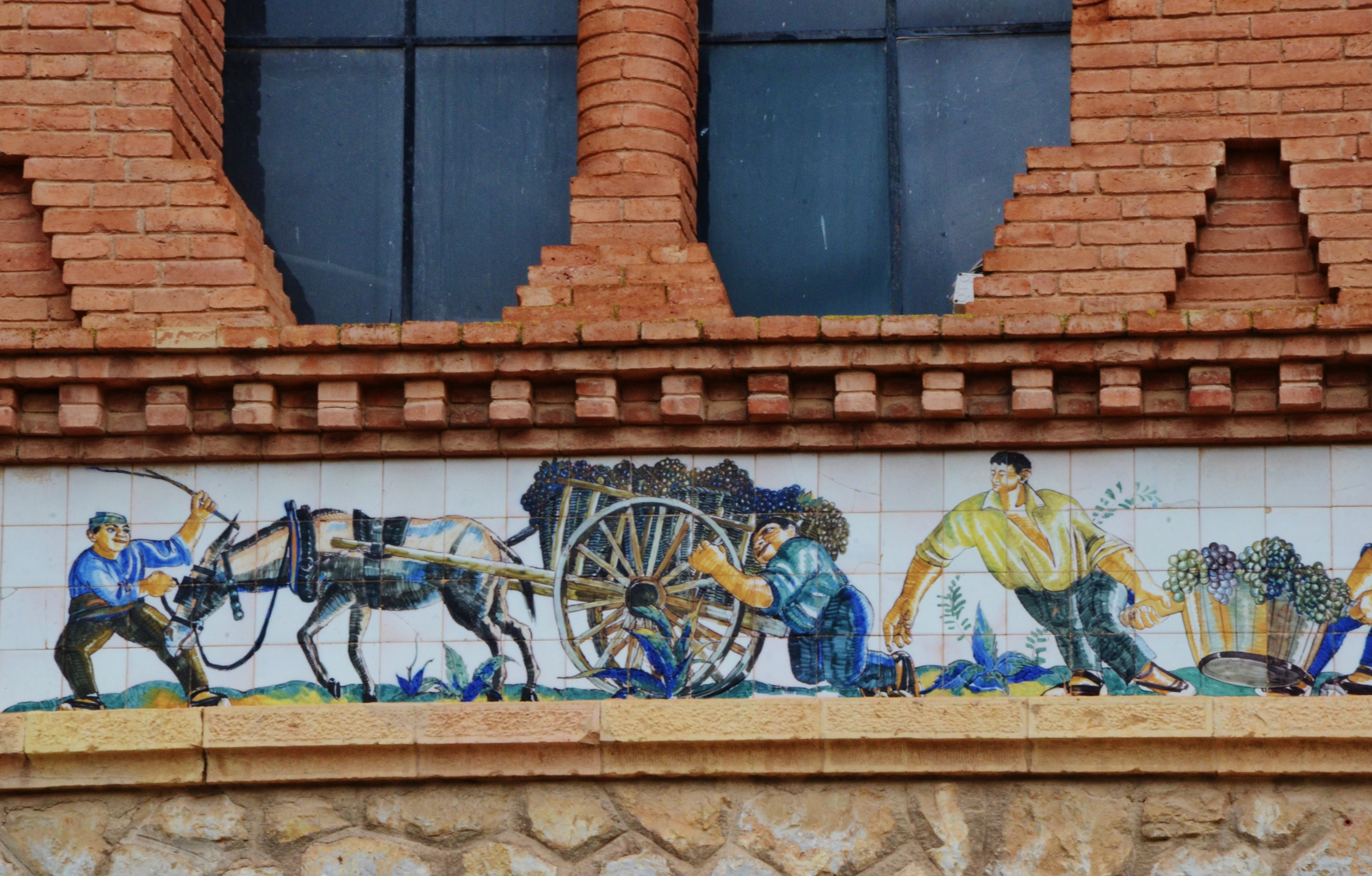
Rajoles decorades amb imatges de la verema al Celler Cooperatiu del Pinell de Brai. A la dreta dos homes transportant una portadora carregada.

Les mesures de les portadores eren variables, segons l'indret de fabricació i l'artesà que les feia.
Aproximadament tenien una alçària d'un metre i un diàmetre màxim a la boca d'uns 80 cm.
- La capacitat era variable: entre 80, 100 i 120 litres.
- Carregades de raïm pesaven uns 60-70kg.

## Altres detalls

### Tapa
Moltes portadores disposaven de tapadores de fusta, més menys ajustades a la boca. Aquestes tapadores permetien protegir la càrrega, impedint eventuals entrades de pols o de materials no desitjats des de l'exterior.

### Transport
En trajectes curts els agafadors permetien el transport d'una portadora carregada (60-70 kg) per part de dues persones: una a cada costat subjectant un agafador. També hi havia la possibilitat d'emprar un parell de vares auxiliars. Passant cada vara o barra per sota d'un agafador, el transport era més fàcil (sempre amb dues persones). A més facilitava el pas per camins estrets.

## Transport de mesquita
A vegades es feien servir les portadores per al transport de mesquita, carregades per dues persones, per a ser utilitzada com adob en els camps de conreu, per exemple, a l'Uruguai -entre molts altres llocs-: "transporten el contingut de les latrines (mesquita), que barregen en la proporció d'una part d'excrements i dues d'aigua; batent la barreja amb una perxa, deixant-la fermentar uns 15 dies, i després amb unes portadores, la bolquen a les feixes preparades prèviament".